# 鲁道夫·巴尔沙伊
鲁道夫·鮑里索維奇·巴尔沙伊（俄语：Рудольф Борисович Баршай，1924年9月28日—2010年11月2日），俄罗斯指挥家、中提琴演奏者。巴尔沙是著名的包羅定弦乐四重奏和柴可夫斯基四重奏的创始人之一。经他改编的和他自己亲自指挥欧洲室内乐团录制的肖斯塔科维奇的室内交响曲是他的最得意之作。

## 生平
1924年9月28日，巴尔沙伊出生于克拉斯诺达尔边疆区拉賓斯克哥薩克村（在今天的俄罗斯）。少年时参加过儿童合唱团。曾在列宁格勒音乐学院学习小提琴。
1943年进入莫斯科音乐学院，师从列夫·策特林学习小提琴，师从瓦迪姆·鲍里索夫斯基学习中提琴。1948年从中提琴班毕业。
他曾以中提琴演奏家的身份与肖斯塔科维奇、里希特、奥伊斯特拉赫、罗斯特洛波维奇、吉列尔斯、皮亚季戈尔斯基、梅纽因、柯岗等知名音乐家合作。同时在此向肖斯塔科维奇学习作曲。1945年他创立了鲍罗丁四重奏团，并担任中提琴手直到1953年。后来在列宁格勒音乐学院随伊利亚·穆辛学习指挥。
1955年创建莫斯科室内乐团，并担任首席指挥至1977年。在他和乐团的努力下，双方都赢得了世界性的声誉，许多知名的苏联作曲家都为他和乐团撰写过作品，他还指挥过苏联大多数知名的乐团。
1977年移居以色列，并于1978－1981年任以色列室内乐团艺术总监。自1979年以来，他定居瑞士。1981－1983年任温哥华交响乐团首席指挥；1985－1986年任法国国家管弦乐团首席客座指挥；1982－1988年任伯恩茅斯交响乐团首席指挥。他还与其他许多乐团有过合作，并赢得听众和音乐界的高度评价，这些乐团包括爱乐乐团，皇家爱乐乐团，伦敦交响乐团，科隆西德广播交响乐团，BBC交响乐团，大都会歌剧院乐团，斯图加特广播交响乐团，维也纳交响乐团，柏林广播交响乐团，巴伐利亞廣播交響樂團等。
他于2010年11月2日在巴塞尔去世，享年87岁。葬于拉姆林斯堡。

## 作品
巴尔沙伊以对肖斯塔科维奇和普罗科菲耶夫作品的诠释及改编而闻名。他对肖斯塔科维奇弦乐四重奏作的改编尤为有名，特别是为室内乐团改编的第8号。2000年，巴尔沙伊制作了一个马勒未完成的第十交响曲的演出版本。他还录制了许多肖斯塔科维奇的作品，其中就有广受赞誉的第14号交响曲首演录音。

### 商业录音

#### 指挥
- 柴可夫斯基：第二钢琴协奏曲，彼得·多诺霍（英语：Peter Donohoe (pianist)）（钢琴），伯恩茅斯交响乐团（英语：Bournemouth Symphony Orchestra）（EMI，1987），获1988年留声机奖协奏曲录音
- 柴可夫斯基：第一、第三钢琴协奏曲，彼得·多诺霍（钢琴），伯恩茅斯交响乐团（EMI，1989）
- 肖斯塔科维奇：交响曲全集，科隆西德广播交响乐团（Brilliant Classics，2002，11 CDs），获2003年戛纳古典音乐奖（英语：International Classical Music Awards）20世纪管弦乐作品、2003年ClassicsToday.com编辑奖年度录音

## 个人生活
巴尔沙伊的第一任妻子是尼娜·巴尔沙伊（Nina Barshai），他们于1947年结婚，1953年离婚。她是鲍罗丁四重奏团的第二小提琴，他们有一个儿子列夫·巴尔沙伊（Lev Barshai，1946－2014）。
1954年，巴尔沙伊与安娜·马丁森（Anna Martinson，1928－2012）结婚，她是俄罗斯画家和服装设计师，也是苏联漫画家谢尔盖·马丁森的女儿。他们育有一个儿子瓦尔特·巴沙伊（Walter Barshai，1955－）。这对夫妇于1963年离婚。
1968年，巴尔沙伊与日本翻译家早田輝子（Teruko Soda）结婚。他们有一个儿子Takeshi Soda（1967年1月10日－）。他们于1974 年离婚。
1980年，巴尔沙伊与大键琴演奏家兼管风琴家埃琳娜·拉斯科娃（Elena Raskova）结婚。他们住在瑞士巴塞尔附近。